# Jazz Casual
Jazz Casual (auch Ralph J. Gleason’s Jazz Casual) war eine auf die Präsentation von Jazzmusik ausgerichtete Sendereihe des Fernsehens mit Folgen von 30 Minuten, die in den 1960er-Jahren in den Vereinigten Staaten von Amerika ausgestrahlt wurde.

## Geschichte der Serie
Jazz Casual war eine Fernsehserie, die von Richard Moore und dem lokalen Sender KQED aus San Francisco produziert und vom National Educational Television landesweit ausgestrahlt wurde. Als Moderator wurde der Musikkritiker Ralph J. Gleason gewonnen; Richard Moore führte auch die Regie.

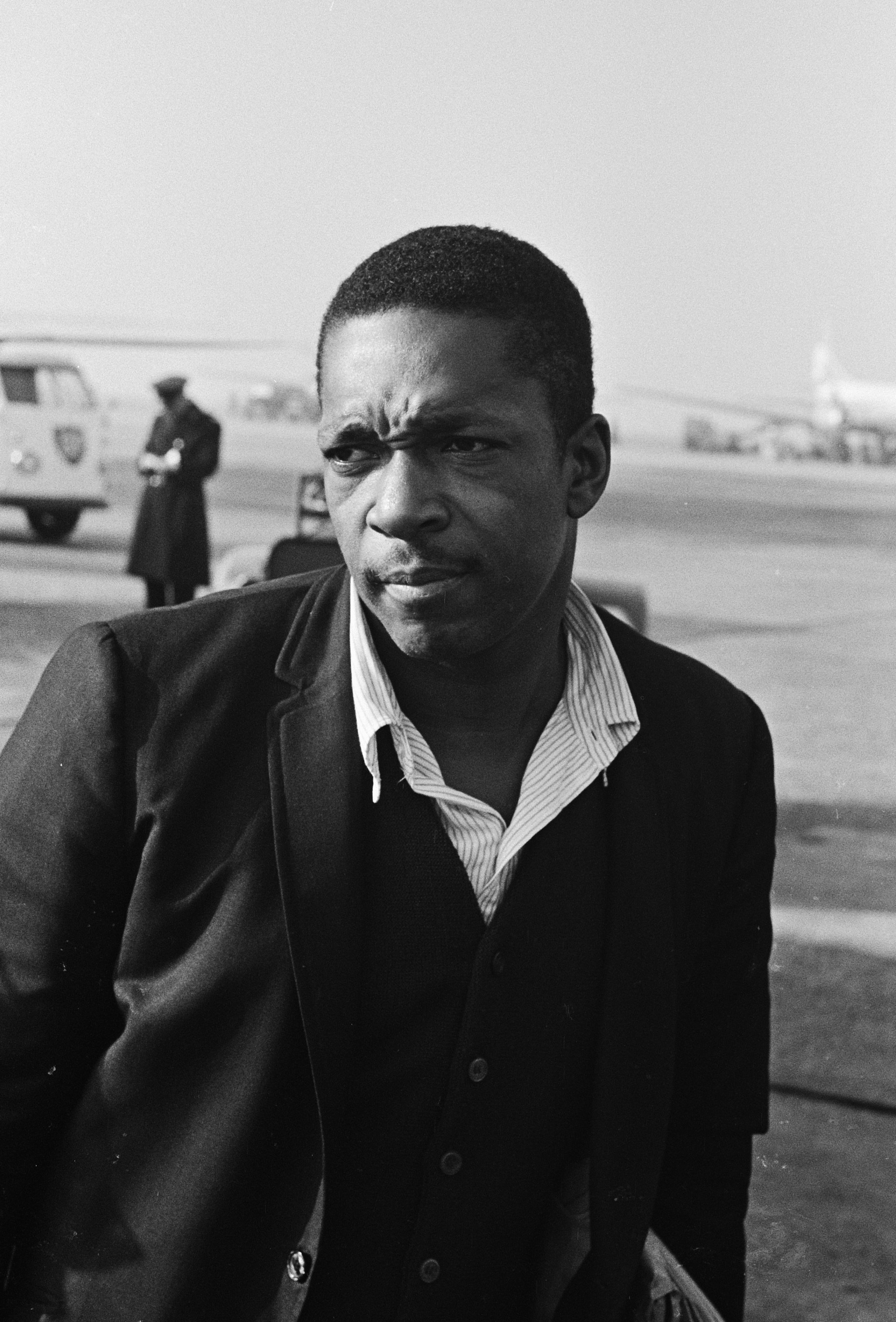
John Coltrane, 1963

Gleason interviewte die Musiker in der Sendung fünf Minuten lang und wich in der Präsentation der Musik von den damals üblichen formalen Show-Formaten ab. Dies erlaubte es den Musikern, ihre Musik so zu präsentieren, wie sie das wünschten. Für einen Musiker wie John Coltrane (der kurz vor der Sendung das sonst übliche Interview verweigerte, so dass Gleason ihn nur 30 Sekunden lang einführte) stellte diese Möglichkeit, seine Musik ohne Druck vorstellen zu können, die Ausnahme dar.
Insgesamt wurden von 1960 bis 1968 31 Folgen der Reihe produziert, von denen noch 28 erhalten sind und z. T. im VHS-Format und später als DVD bei Rhino Home Video wiederveröffentlicht wurden, nachdem 1989 die Familie Gleason die Firma Jazz Casual Productions, Inc. gegründet hatte. Drei Folgen, die Pilotsendung mit Duke Ellington und Billy Strayhorn, eine Sendung mit John Handy aus dem Jahr 1965 und eine Jamsession mit verschiedenen Musikern sind verschollen oder zerstört; von der Pilotsendung ist lediglich eine Tonaufnahme erhalten.
In der jeweils halbstündigen Sendung gastierten außerdem das Dave Brubeck Quartet, Dizzy Gillespie, Cannonball Adderley/Charles Lloyd, Jimmy Witherspoon 1961, Sonny Rollins, Gerry Mulligan 1962, Lambert, Hendricks and Bavan, Woody Herman and His Orchestra, Earl Hines, Joe Sullivan, Bola Sete und Vince Guaraldi 1963, Art Farmer, Art Pepper, Mel Tormé (der bei Gleason Ukulele spielte) 1964, Count Basie, Carmen McRae, das Thad Jones/Mel Lewis Orchestra 1968, ferner das Modern Jazz Quartet, Louis Armstrong, Muddy Waters B. B. King und Jimmy Rushing.
Die 2004 erschienene DVD-Edition The Complete Jazz Casual Series enthält alle erhaltenen 28 Folgen der Sendereihe.

## Filme (Auswahl)
- 1961: Dave Brubeck (ed. 2001)
- 1961: Cannonball Adderley (Rhino Home Video, ed. 1995)
- 1962: Jimmy Rushing (Rhino, ed. 1999)
- 1962: Paul Winter / Charles Lloyd
- 1962:  Gerry Mulligan Quartet (Rhino, 2001)
- 1963: Earl Hines & Joe Sullivan (ed. 2001)
- 1963: Woody Herman Band (Idem Home Video,  ed. 2001)
- 1963:  John Coltrane (Rhino Home Video, 1995)
- 1964: Art Farmer, Jim Hall, Steve Swallow, Walter Perkins, (Rhino, 2001)
- 1964: Art Pepper Quartet / Bola Sete & Vince Guaraldi (Idem Home Video, ed. 2001)
- 1968: Count Basie (Rhino, 1999)[12]
- 1968: Count Basie, Lambert, Hendricks & Bavan (Idem Home Video, 2003)
- 1968: B. B. King / Turk Murphy & San Francisco Jazz Band[13]

## Diskographische Hinweise
- Art Pepper Quartet' 64 – In San Francisco (Fresh Sound Records, ed. 1991), mit Hersh Hamel, Bill Goodwin, Frank Strazzeri; Aufnahmen aus Jazz Casual und aus The Jazz Workshop (San Francisco), 1964